# Маневицький ботанічний заказник
Маневицький — ботанічний заказник місцевого значення. Об'єкт розташований на території Камінь-Каширського району Волинської області, на південний захід від с. Вовчицьк. 
Перебуває у користуванні філії «Маневицькие лісове господарство», Вовчецьке лісництво, квартал 40, виділ 33, 38, 41, 51.
Площа — 6,30 га, статус отриманий у 1986 році за розпорядженням Волинського облвиконкому від 30.12.1980 № 493.
Охороняється ділянка соснового лісу віком близько 70 років, у трав'яному ярусі зростають безщитник жіночий, щитник чоловічий, орляк звичайний, дикран віничний, зозулин льон звичайний, сфагнум, багно звичайне, хвощ лісовий, журавлина болотна.